# January (Elton John)
January è un brano composto e interpretato dall'artista britannico Elton John; il testo è di Bernie Taupin.

## Il brano
Costituisce il nono brano dell'album The Big Picture; si presenta come un pezzo di chiaro stampo pop, e tuttavia come uno dei brani del disco dal ritmo più movimentato. Si fa ben sentire la produzione di Chris Thomas, decisamente votata all'elettronica. Al pianoforte è come al solito presente Elton John, accompagnato da Bob Birch al basso e da Guy Babylon alle tastiere. Delle chitarre si occupano Davey Johnstone e John Jorgenson; il batterista e percussionista è Charlie Morgan. Il testo di Bernie loda chiaramente il mese di gennaio (che è infatti la traduzione letterale del titolo).

## Formazione
- Elton John: voce, pianoforte
- Davey Johnstone: chitarre
- John Jorgenson: chitarre
- Bob Birch: basso
- Guy Babylon: tastiere
- Charlie Morgan: batteria, percussioni